# HK Krnov
HK Krnov (celým názvem: Hokejový klub Krnov) je český klub ledního hokeje, který sídlí v Krnově v Moravskoslezském kraji. Založen byl v roce 1976 pod názvem TJ Strojosvit Krnov. Od sezóny 2009/10 působí v Moravskoslezské krajské lize, čtvrté české nejvyšší soutěži ledního hokeje. Klubové barvy jsou modrá a žlutá. K největším úspěchům klubu patří účast ve 2. česká hokejová liga v letech 1991/1992 až 1996/1997. 
Své domácí zápasy odehrává na Zimním Stadionu Krystal s kapacitou 2 242 diváků.

## Historické názvy
Zdroj:
- 1976 – TJ Strojosvit Krnov (Tělovýchovná jednota Strojosvit Krnov)
- 1982 – TJ ZVS Strojosvit Krnov (Tělovýchovná jednota ZVS Strojosvit Krnov)
- 1990 – HC Strojosvit Krnov (Hockey Club Strojosvit Krnov)
- HK Krnov (Hokejový klub Krnov)

## Přehled ligové účasti
Stručný přehled
Zdroj:
- 1987–1988: Severomoravská krajská soutěž sk. A (5. ligová úroveň v Československu)
- 1988–1991: Severomoravský krajský přebor (4. ligová úroveň v Československu)
- 1991–1993: 2. ČNHL – sk. D (3. ligová úroveň v Československu)
- 1993–1997: 2. liga – sk. Východ (3. ligová úroveň v České republice)
- 1997–2002: Severomoravský krajský přebor (4. ligová úroveň v České republice)
- 2002–2009: Moravskoslezský krajský přebor (4. ligová úroveň v České republice)
- 2009– : Moravskoslezská krajská liga (4. ligová úroveň v České republice)

Jednotlivé ročníky
Zdroj:
Legenda: ZČ - základní část, červené podbarvení - sestup, zelené podbarvení - postup, fialové podbarvení - reorganizace, změna skupiny či soutěže a
| Československo (1987 – 1993) |                                     |           |           |                                                         |                            |
| Sezóny                       | Soutěž                              | Úroveň    | ZČ        | Play-off, nadstavba, sk. o udržení...                   | Poznámky                   |
| 1987/88                      | Severomoravská krajská soutěž sk. A | 5. úroveň | 2. místo  | Finálová část (2. místo)                                |                            |
| 1988/89                      | Severomoravský krajský přebor       | 4. úroveň | 8. místo  |                                                         |                            |
| 1989/90                      | Severomoravský krajský přebor       | 4. úroveň | 3. místo  |                                                         |                            |
| 1990/91                      | Severomoravský krajský přebor       | 4. úroveň | 1. místo  |                                                         | Postup                     |
| 1991/92                      | 2. ČNHL – sk. D                     | 3. úroveň | 7. místo  |                                                         |                            |
| 1992/93                      | 2. ČNHL – sk. D                     | 3. úroveň | 5. místo  |                                                         | Reorganizace               |
| Česko (1993 – )              |                                     |           |           |                                                         |                            |
| Sezóny                       | Soutěž                              | Úroveň    | ZČ        | Play-off, nadstavba, sk. o udržení...                   | Poznámky                   |
| 1993/94                      | 2. liga – sk. Východ                | 3. úroveň | 5. místo  |                                                         |                            |
| 1994/95                      | 2. liga – sk. Východ                | 3. úroveň | 11. místo |                                                         |                            |
| 1995/96                      | 2. liga – sk. Východ                | 3. úroveň | 14. místo |                                                         |                            |
| 1996/97                      | 2. liga – sk. Východ                | 3. úroveň | 16. místo |                                                         | Sestup                     |
| 1997/98                      | Severomoravský krajský přebor       | 4. úroveň | 3. místo  |                                                         |                            |
| 1998/99                      | Severomoravský krajský přebor       | 4. úroveň | 1. místo  |                                                         | Baráž o 2. ligu            |
| 1999/00                      | Severomoravský krajský přebor       | 4. úroveň | 1. místo  |                                                         | Baráž o 2. ligu            |
| 2000/01                      | Severomoravský krajský přebor       | 4. úroveň | 3. místo  |                                                         |                            |
| 2001/02                      | Severomoravský krajský přebor       | 4. úroveň | 2. místo  | Nadstavba sk. A (3. místo)                              |                            |
| 2002/03                      | Moravskoslezský krajský přebor      | 4. úroveň | 4. místo  | Nadstavba 3. místo                                      | Změna názvu soutěže        |
| 2003/04                      | Moravskoslezský krajský přebor      | 4. úroveň | 4. místo  | Finálová skupina (2. místo)                             |                            |
| 2004/05                      | Moravskoslezský krajský přebor      | 4. úroveň | 3. místo  |                                                         |                            |
| 2005/06                      | Moravskoslezský krajský přebor      | 4. úroveň | 6. místo  |                                                         |                            |
| 2006/07                      | Moravskoslezský krajský přebor      | 4. úroveň | 4. místo  |                                                         |                            |
| 2007/08                      | Moravskoslezský krajský přebor      | 4. úroveň | 4. místo  |                                                         |                            |
| 2008/09                      | Moravskoslezský krajský přebor      | 4. úroveň | 5. místo  |                                                         | Změna názvu soutěže        |
| 2009/10                      | Moravskoslezská krajská liga        | 4. úroveň | 1. místo  | Semifinále (prohra 1:2 na zápasy s HC Studénka)         |                            |
| 2010/11                      | Moravskoslezská krajská liga        | 4. úroveň | 3. místo  |                                                         |                            |
| 2011/12                      | Moravskoslezská krajská liga        | 4. úroveň | 2. místo  | Čtvrtfinále (prohra 0:2 na zápasy s HC Nový Jičín B)    |                            |
| 2012/13                      | Moravskoslezská krajská liga        | 4. úroveň | 7. místo  | Semifinále (prohra 1:2 na zápasy s HC Kopřivnice)       |                            |
| 2013/14                      | Moravskoslezská krajská liga        | 4. úroveň | 6. místo  | Semifinále (prohra 0:2 na zápasy s SK Karviná)          |                            |
| 2014/15                      | Moravskoslezská krajská liga        | 4. úroveň | 6. místo  |                                                         |                            |
| 2015/16                      | Moravskoslezská krajská liga        | 4. úroveň | 3. místo  |                                                         |                            |
| 2016/17                      | Moravskoslezská krajská liga        | 4. úroveň | 5. místo  | Semifinále (prohra 0:2 na zápasy s HC Orli Orlová 1930) |                            |
| 2017/18                      | Moravskoslezská krajská liga        | 4. úroveň | 5. místo  | Semifinále (prohra 1:2 na zápasy s HC Orli Orlová 1930) |                            |
| 2018/19                      | Moravskoslezská krajská liga        | 4. úroveň | 1. místo  | Semifinále (prohra 1:2 na zápasy s HC Býci Karviná)     |                            |
| 2019/20                      | Moravskoslezská krajská liga        | 4. úroveň | 5. místo  | Čtvrtfinále (prohra 1:2 na zápasy s HC Frýdek-Místek B) |                            |
| 2020/21                      | Moravskoslezská krajská liga        | 4. úroveň |           |                                                         | Soutěž nedohrána ( Covid ) |
| 2021/22                      | Moravskoslezská krajská liga        | 4. úroveň | 8. místo  | Čtvrtfinále (prohra 1:2 na zápasy s HC Bospor Bohumín)  |                            |
| 2022/23                      | Moravskoslezská krajská liga        | 4. úroveň | 6. místo  | Čtvrtfinále (prohra 1:2 na zápasy s HC Uničov)          |                            |
| 2023/24                      | Moravskoslezská krajská liga        | 4. úroveň | 10. místo |                                                         |                            |
| 2024/25                      | Moravskoslezská krajská liga        | 4. úroveň | 8. místo  | Čtvrtfinále (prohra 0:2 na zápasy s TJ Horní Benešov)   |                            |